# حي فقم (عدن)
حي فقم هو أحد أحياء مديرية البريقة في محافظة عدن اليمنية. يبلغ تعداد سكانه 2490 نسمة حسب التعداد السكاني في اليمن لعام 2004.